# Atherigona kappa
Atherigona kappa är en tvåvingeart som beskrevs av Adrian C. Pont 1981. Atherigona kappa ingår i släktet Atherigona och familjen husflugor. Inga underarter finns listade i Catalogue of Life.